# 中國農業機械化科學研究院
40°00′18″N 116°22′13″E / 40.00501510000001°N 116.3701651°E
中國農業機械化科學研究院有限公司，中國機械工業集團有限公司屬下機構，是在1956年成立，主要業務从事农业装备、农产品和食品加工与包装为主导，机电液、材料、信息、传媒等多元化产业协同发展，集技术研究、工业生产、产品经贸与服务，工程勘察、设计与施工等，現任院長李树君。
中國農業機械化研究所第一任所长 刘正平（1903-1961）江西泰和人，1930参加红军。
1999年，被中國機械工業集團有限公司收購本集團，已被國務院批准。